# Furacão Ivan
O Furacão Ivan devastou o Caribe e a costa sul dos Estados Unidos em setembro de 2004, foi um furacão considerado de Categoria 5 de acordo com a Escala de Furacões de Saffir-Simpson, com diâmetro de mais de 600 quilômetros e ventos de até 270 km/h.

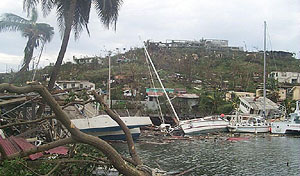
Granada depois do Furacão Ivan

Milhares de pessoas ficaram sem água encanada e telefone. Estima-se 70 mortos. A áreas afetadas foram Grenada no Caribe, Jamaica, Ilhas Cayman, Cuba e nos Estados Unidos: Alabama, Flórida, Texas e Louisiana.